# Fernando Alonso Díaz
|  | Aquest article tracta sobre el pilot asturià. Vegeu-ne altres significats a «Fernando Alonso (desambiguació)». |

Fernando Alonso Díaz (Oviedo, Astúries; 29 de juliol de 1981) és un pilot d'automobilisme espanyol, guardonat com a Premi Príncep d'Astúries en 2005. Ha guanyat dues vegades el Campionat Mundial de Fórmula 1 en 2005 i 2006 amb l'equip Renault, va resultar subcampió en 2010, 2012 i 2013 amb l'escuderia Ferrari, i va obtenir un tercer lloc en 2007 amb McLaren. Va ser campió del Campionat Mundial de Resistència de la FIA en 2019, les 24 Hores de Le Mans en 2018 i 2019, les 24 Hores de Daytona de 2019 i el Campionat Mundial de Karting en 1996.
En la seva carrera ha competit per als equips Minardi, Renault, McLaren, Ferrari, Alpine i Aston Martin en Fórmula 1, sent l'escuderia de Maranello el seu equip des de 2010 fins a 2014, on va aconseguir els seus tres subcampionats i un Grand Chelem. va marxar de Ferrari i en 2015 va tornar a McLaren-Honda fins a la retirada de 2018. Després de dos anys fora de la categoria, en 2021 va tornar amb l'escuderia Alpine, part de la família Renault, amb la qual va guanyar els seus dos campionats. Des de 2023 forma part de l'equip Aston Martin substituint a Sebastian Vettel.
A més de competir en la màxima categoria, ha pilotat en les 500 Milles d'Indianapolis de 2017, 2019 i 2020 al costat de McLaren, arribant a liderar la carrera i sent triat novençà de l'any en la seva primera participació, en les 24 Hores de Daytona de 2018 amb un Ligier per a United Autosports, en les 24 Hores de Daytona de 2019 amb un Cadillac per a Wayne Taylor Racing, i en el Campionat Mundial de Resistència de 2018-19 i el Ral·li Dakar de 2020 per a Toyota Gazoo Racing.
Fernando Alonso és el pilot amb més carreres començades de la història de la Fórmula 1. És el setè pilot amb major nombre de victòries en la història de la categoria amb grans premis guanyats i el quart pilot amb més podis igualat amb Alain Prost: . És el tercer pilot amb més circuits amb podi empatat amb Kimi Räikkönen: 30. És al costat de Max Verstappen, el pilot que més posicions de sortida diferents ha convertit en victòria: 9. Entre els seus triomfs es compten tres en el Gran Premi de Malàisia, tres en el Gran Premi d'Alemanya, tres en el Gran Premi d'Europa i tres en el Gran Premi de Bahrain. En 2017, va ser inclòs en el Saló de la Fama de la FIA. En 2019 va tornar a entrar en el Saló de la Fama de la FIA, aquesta vegada com a campió del WEC, convertint-se en el primer pilot de la història a ser membre del Saló de la Fama per partida doble per pertànyer a la llista de campions de dues categories mundials de la FIA diferents.
Al costat d'Alfonso de Portago, Pedro de la Rosa i Carlos Sainz Jr., és un dels quatre espanyols que han aconseguit el podi en Fórmula 1, sent al costat d'aquest últim els únics que han aconseguit victòries. És, a més, l'únic pilot de la història a debutar amb tres escuderies diferents obtenint un podi, McLaren (2007), Scuderia Ferrari (2010) i Aston Martin (2023), i un dels quatre pilots que han debutat en Ferrari amb victòria en la primera carrera (juntament amb Mario Andretti, Nigel Mansell i Kimi Räikkönen).

## Biografia
Va néixer a Oviedo un 29 de juliol de 1981. Des de molt petit sabia que el seu futur aniria lligat a l'automobilisme. Va començar a pilotar amb 3 anys, edat a la qual va començar a conduir karts, la millor escola, segons Senna i Schumacher, per a la Fórmula 1.
Ho ha guanyat tot en diferents categories de karts. És tricampió d'Espanya, d'Europa i campió del món el 1996.
Dona el salt als monoplaces el 1999. El primer dia que pujà a un cotxe amb alerons (el de Gené a l'Open Telefònica) va trigar només sis voltes a igualar els registres del català. Un ex enginyer de Ferrari de l'època de Lauda reconeix que mai ha vist un talent igual. Va arrasar a l'Open Telefònica, es confirmen les expectatives i el 1999 arrasa en l'Open Telefònica malgrat que és la seva primera temporada amb un monoplaça seriós.
La F-3000 és la prèvia de la F-1 i, per això, és un campionat difícil i amb una gran competència. Alonso no coneix els circuits europeus ni els monoplaces Lola, i a més només disposa d'hora i mitjana d'entrenaments cada cap de setmana. No obstant això, la seva progressió és espectacular: és 6è a Àustria, 2n a Hongria i 1r a Bèlgica.

## Vida personal
Alonso té una germana gran, Lorena. El pare d'Alonso, José Luis, un pilot amateur de karts, volia transmetre la seva passió als seus fills. Va construir un kart, originalment per a Lorena, de vuit anys però, a diferència del seu germà de tres, no va mostrar interès en l'esport. El pilot va ser parella de Raquel del Rosario, la vocalista de la banda espanyola de pop El sueño de Morfeo.

## Inicis en karts

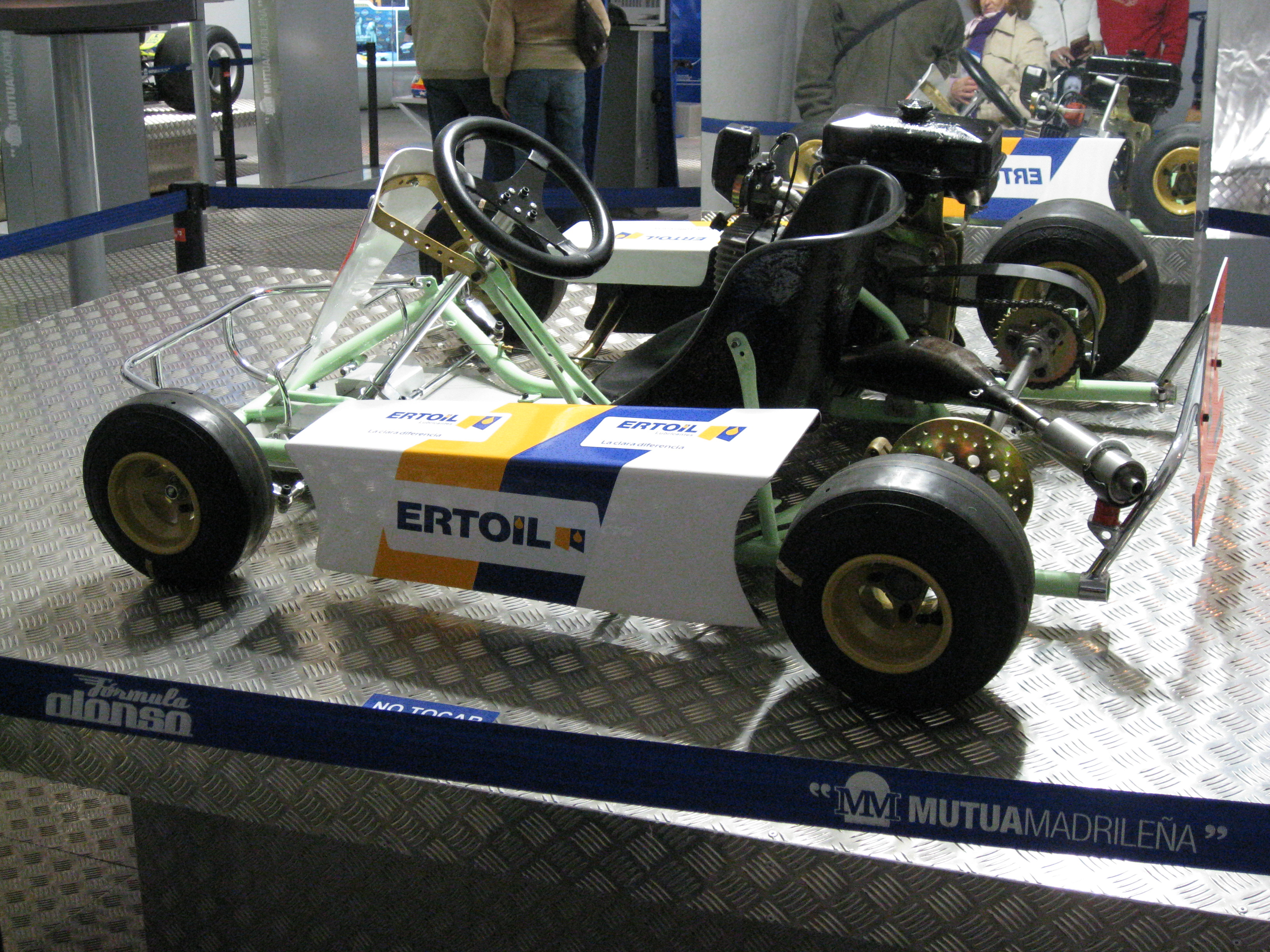
Primer kart de Fernando Alonso

Fernando Alonso va iniciar la seva carrera en el món del motor amb tres anys, veient al seu ídol de la infància Ayrton Senna, quan el seu pare li va regalar un kart que ell mateix havia construït. Aquest any va guanyar la seva primera carrera i va iniciar un entrenament a la sortida del col·legi al costat del seu pare, el qual va exercir de mànager i mecànic. Un any més tard va obtenir la llicència oficial de la Real Federació Espanyola d'Automobilisme. El 1988, amb 7 anys, va obtenir el seu primer triomf en una competició oficial, el campionat infantil d'Astúries, guanyant les vuit carreres de què constava la prova. Un any més tard, el 1989, va tornar a proclamar-se campió de karts d'Astúries i Galícia. A causa dels canvis de categoria la família no es podia fer càrrec de les despeses que implicaven les carreres. Prop de l'abandó, l'importador de karts Genís Marcó es va encarregar del finançament: proporcionava els karts, buscava patrocinadors o exercia ell mateix com a tal, salvant la carrera esportiva de Fernando Alonso. El 1991, es proclama campió d'Astúries i del País Basc en categoria Cadets, arribant al subcampionat d'Espanya àdhuc sense participar en totes les carreres. Va ser campió d'Espanya el 1993 i 1994 com a júnior, cosa que li va permetre competir en el Campionat del Món l'any següent, becat per la Real Federació Espanyola d'Automobilisme. En aquest campionat va quedar tercer, per davant de Kimi Räikkönen, entre d'altres.

## Fórmula 1
A finals de 1999, Alonso va tenir la seva primera experiència amb la Fórmula 1, Cesare Fiorio, director esportiu de Minardi va donar al jove l'oportunitat de conduir el cotxe de l'equip italià al Circuit de Jerez, per haver estat campió de l'Euro Open, organitzat per l'Nissan que va donar aquesta oportunitat als campions d'aquesta competició.
A l'any 2000, es converteix en pilot de proves de la mateixa Minardi i a mitjans d'any, les seves excel·lents actuacions a la Fórmula 3000 van cridar l'atenció del cap de l'equip Ferrari, Jean Todt, que va entrar en negociacions per ser el pilot reserva de l'escuderia, però, Flávio Briatore, llavors director esportiu de Benetton-Renault, va signar un contracte de llarga durada amb el jove per ser el pilot de desenvolupament per a l'equip d'Enstone. En els dies 13 i 14 de desembre de 2000, Fernando Alonso va provar el Benetton B200 a Montmeló, recorrent 360 quilòmetres i obtenint així la superllicència necessària per córrer a la Fórmula 1.

### Minardi Cosworth (2001)

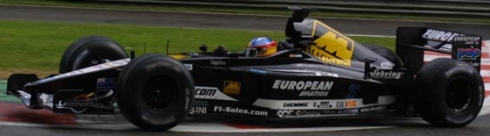
Alonso conduint per Minardi (2001).

Seguidament va passar a la màxima categoria fitxat per Renault però cedit a Minardi com pilot titular, sent confirmat el 5 de febrer de 2001. Amb l'escuderia, va debutar en el Gran Premi d'Austràlia de 2001 amb el 12è, sent el tercer pilot més jove en fer-ho fins ara. La seva millor classificació amb Minardi va ser un desè lloc en el Gran Premi d'Alemanya. En el Gran Premi del Japó va arribar a avançar al BAR-Honda de Olivier Panis i quedar per davant del Prost-Ferrari de Heinz-Harald Frentzen.
Com s'esperava d'un cotxe no competitiu, Alonso va encerrar la temporada inicial en 23è lloc, sense punts. tanmateix, va ser suficient per cridar l'atenció dels caps d'equip i el va fer conegut al món de la Fórmula 1.

### Mild Seven Renault F1 Team (2002-2006)
Temporada 2002: provador
L'any 2002, va finalitzar la seva cessió a Minardi i va ser recuperat per Flavio Briatore com a pilot provador de Renault, perquè segons el cap de l'equip italià, el jove hauria d'adaptar-se a l'equip i desenvolupar les seves habilitats. Va provar el R202, cotxe de la temporada als circuits de Montmeló i Silverstone. També al circuit britànic, va fer proves amb Jaguar el maig de 2002, fins i tot superant els temps del titular Pedro de La Rosa.
A l'any següent, va esdevenir el pilot oficial de l'equip en detriment de Jenson Button, que va fitxar per BAR i formarà equip amb l'l'experimentat italià Jarno Trulli. Alonso sempre ha dit que lamenta aquest any de provador, ja que va ser un any perdut on hagués pogut competir.
Temporada 2003: la primera victòria

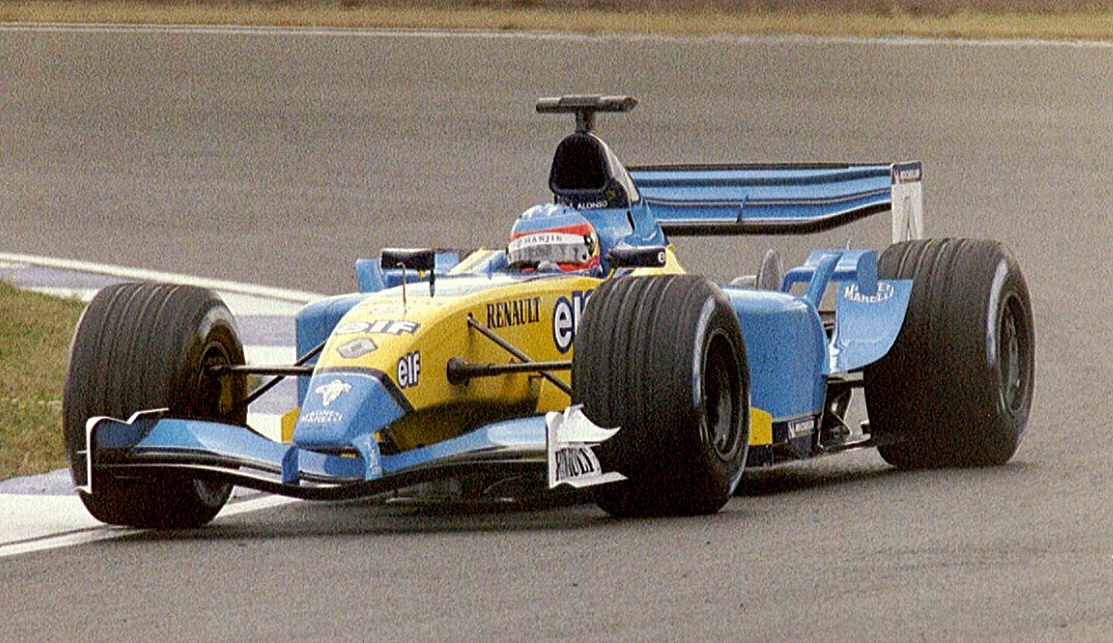
Fernando Alonso corrent amb el R23 al GP del Regne Unit de 2003.

La seva primera carrera amb Renault es va saldar amb un setè lloc a Austràlia. El 22 de març de 2003 va esdevenir el pilot més jove a assolir una pole position i un podi en Fórmula 1, amb 21 anys, en el Gran Premi de Malàisia.
En el Gran Premi de Brasil, Alonso va sofrir l'accident més greu en la seva estada en la Fórmula 1 en col·lidir a la volta 55 amb una roda del cotxe de Mark Webber, que havia sofert un accident anteriorment i havia espargit les restes de la seva monoplaça per la pista. No obstant això, aquest contratemps no li va impedir aconseguir un nou podi, car la carrera es va donar per finalitzada amb el seu accident, i les posicions finals van ser establertes en una volta anterior a l'accident.
En la següent carrera, al San Marino queda en sisena posició. En el Gran Premi d'Espanya ocupa el segon graó del podi. Després d'això arriba la seva primera retirada a Renault, quan en el Gran Premi d'Àustria trencava el motor quan marxava dins de les posicions que atorguen punts després de sortir des de boxes. Després d'aquest desengany, assoleix una cinquena posició en Mònaco i dos quarts llocs consecutius en les carreres del Canadà (on obtè també la seva primera volta ràpida) i Europa. Després d'aquesta bona ratxa es produeixen dos abandons consecutius en els Grans Premis de França i el Regne Unit. Al GP d'Alemanya, va quedar de nou en quart. El 24 d'agost del mateix any, en el Gran Premi d'Hongria, va assolir ser el pilot més jove a guanyar un Gran Premi, amb 22 anys. En el Gran Premi d'Itàlia aconsegueix el seu últim punt de la temporada 2003 acabant vuitè després de sortir últim i sofrir un accident en la sortida. En el Gran Premi dels Estats Units sofreix una avaria en el motor. En l'última carrera de la temporada, el Gran Premi del Japó, també va trencar el motor quan anava en la segona plaça.
Va finalitzar la temporada 2003 en la sisena posició del mundial de pilots, amb 55 punts. Ja llavors Briatore, en una entrevista deixa veure els plans de Renault d'anar a més i lluitar pel títol en el 2005. Més tard veuríem que solament va caldre esperar el 2004.
Temporada 2004: la confirmació

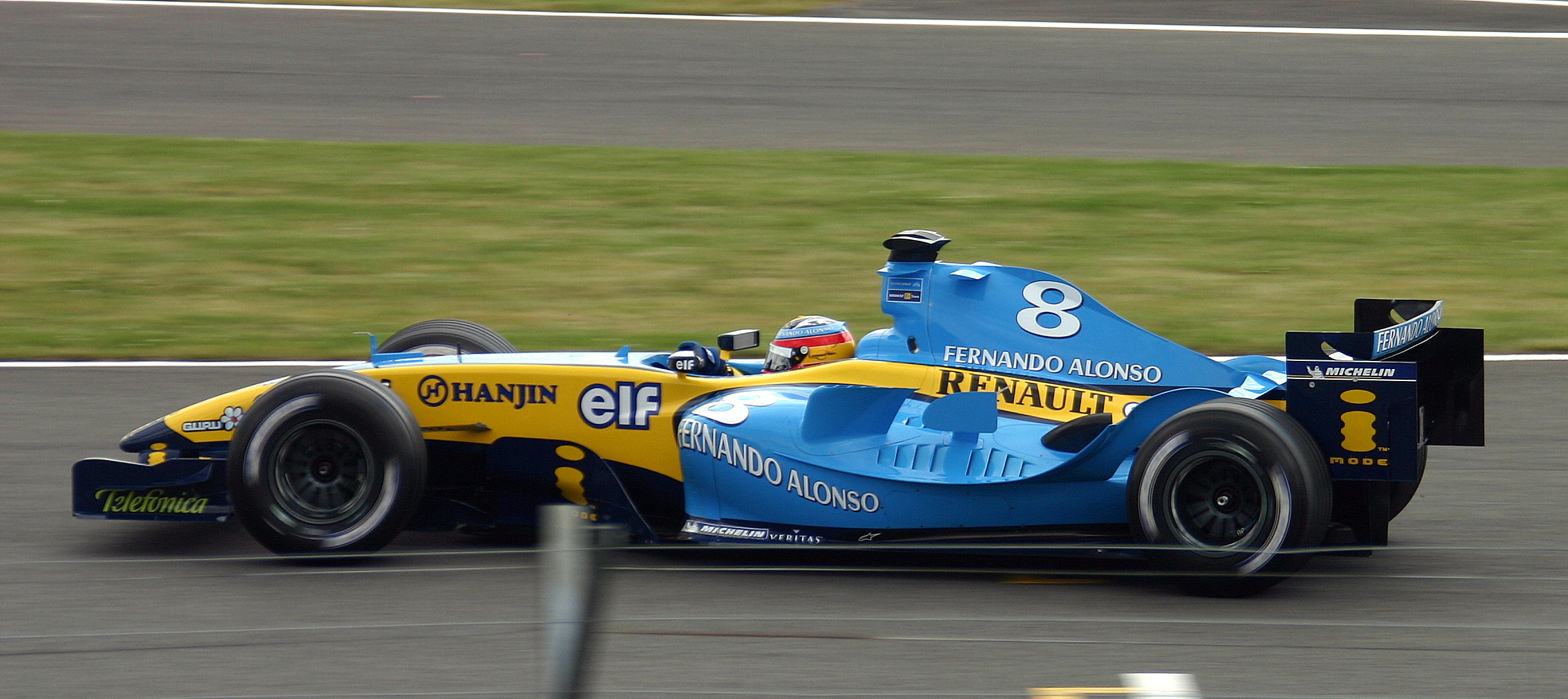
Fernando competint en el Gran Premi de Gran Bretanya de 2004.

La temporada 2004 de Fórmula 1 va començar bé per al pilot asturià, ja que va finalitzar en tercer lloc la primera carrera en Melbourne. Intervinguda la temporada, amb el domini del Ferrari de Michael Schumacher, Alonso va assolir una pole i segon lloc a Magny Cours i va patir un fort accident a Indianapolis, en disputa per la tercera posició. Poc més tard, va aconseguir altres dos podis consecutius, obtenint el tercer lloc en Hockenheim i Hungaroring. A la segona meitat de la temporada, la relació entre el seu company Jarno Trulli i Briatore va empitjorar i el pilot italià va ser substituït per Jacques Villeneuve, campió de F1 l'any 1997, a falta de tres curses per al final de la temporada, però Trulli va aprofitar els punts, amb 46 punts, un més sobre l'asturià.
No va sumar cap victòria aquella temporada, amb comparació a Trulli, que va guanyar el GP de Mònaco. No obstant això, va acabar la temporada amb més punts que el 2003: assolí el cinquè lloc en el campionat de pilots.
Temporada 2005: el primer títol 

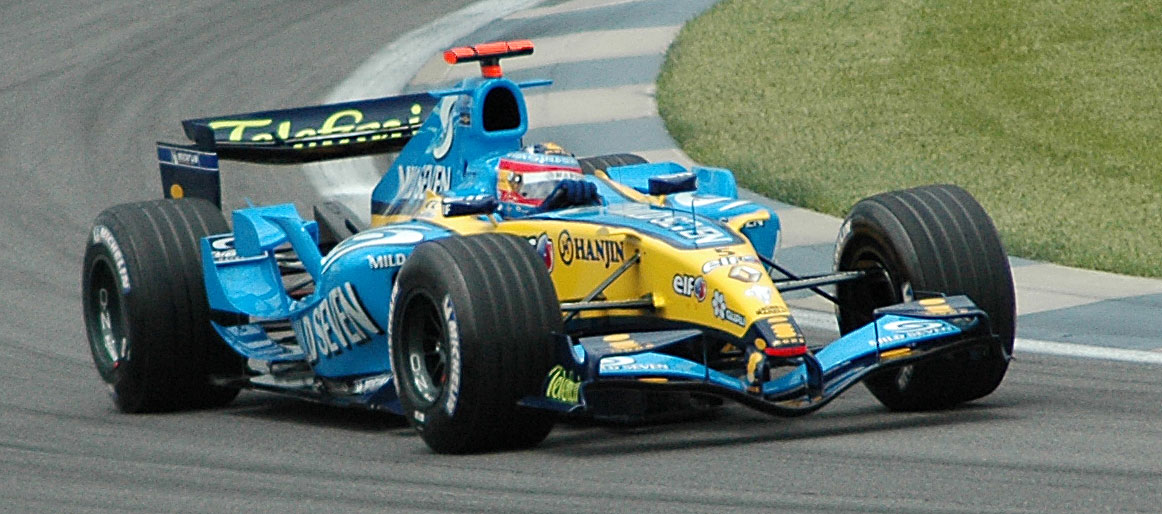
Alonso durant la classificació del GP dels Estats Units de 2005.

El 20 de març de 2005, en el GP de Malàisia, Fernando Alonso va aconseguir la seva segona victòria i es va convertir a més en el primer pilot espanyol a arribar a liderar el mundial de pilots. Alonso va assolir vèncer també en les dues carreres següents i altres quatre més, totalitzant set triomfs al final de la temporada, incloent-hi l'últim gran premi d'aquesta. El 25 de setembre de 2005, després de la disputa del GP de Brasil, va fer història al convertir-se en el primer espanyol i el pilot més jove, amb 24 anys, a ser coronat campió mundial de Fórmula 1, honor que fins llavors ostentava Emerson Fittipaldi. A més, en la mateixa temporada va aconseguir el campionat de constructors, al costat de Giancarlo Fisichella, per a l'equip Renault. El triomf aconseguit en el GP de la Xina li va valer per a igualar el nombre de victòries de Kimi Räikkönen, segon en el mundial de pilots, la qual cosa significaria també la seva victòria amb el sistema de puntuació anterior.
L'any 2005 va ser el de la seva consagració, ja que guanyà el Campionat del Món amb un total de 7 victòries (Malàisia, Bahrein, San Marino, Europa, França, Alemanya i Xina). Aquell mateix any fou guardonat amb el Premi Príncep d'Astúries dels Esports.
Temporada 2006: segon títol mundial

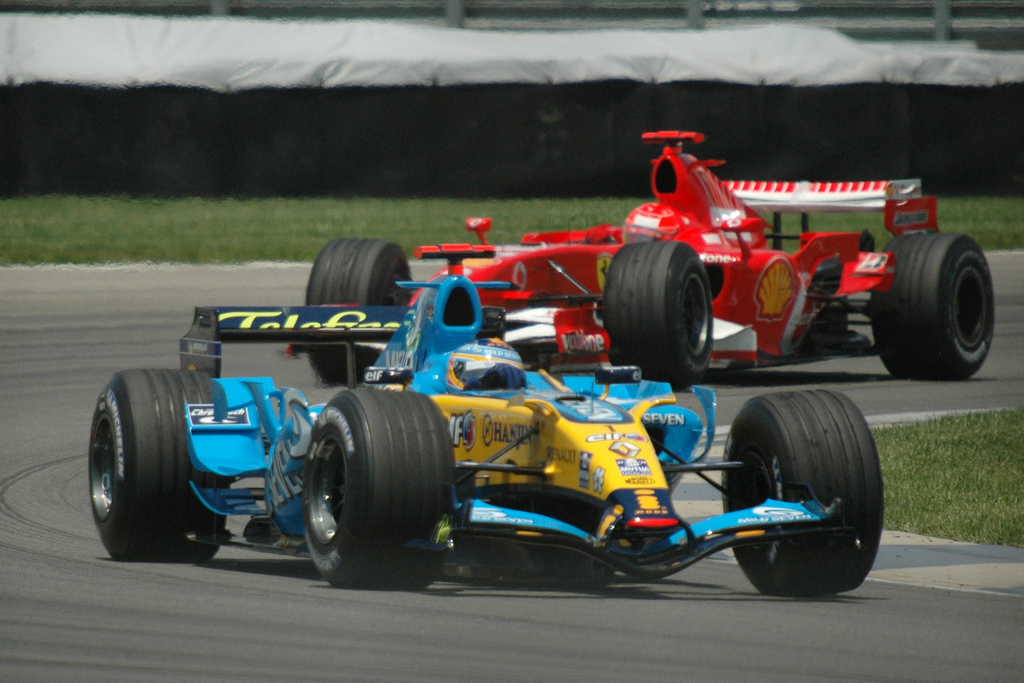
Fernando disputa la posició amb Michael Schumacher, el seu rival pel títol en la temporada 2006.

L'any 2006 revalidà el Campionat del Món amb l'equip Renault. Aquest cop va haver de lluitar fins a l'última cursa del Campionat, novament aconseguint-ho al Gran Premi del Brasil, al circuit d'Interlagos. Alonso, va guanyar set curses aquell any, quatre de les quals van ser consecutives. La lluita pel primer lloc en la classificació general, va ser molt aferrissada amb l'heptacampió del món Michael Schumacher, que va abandonar al Circuit de Suzuka a causa d'un trencament del motor. Aquest fet, li va permetre a Alonso haver d'impedir només que Schumacher guanyés a l'última cursa per aconseguir el campionat. L'asturià, va poder celebrar el seu segon títol al podi, gràcies a la segona posició aconseguida. A més a més, va guanyar també el Campionat de Constructors per Renault, igual que la darrera temporada.

### Vodafone McLaren-Mercedes (Temporada 2007)

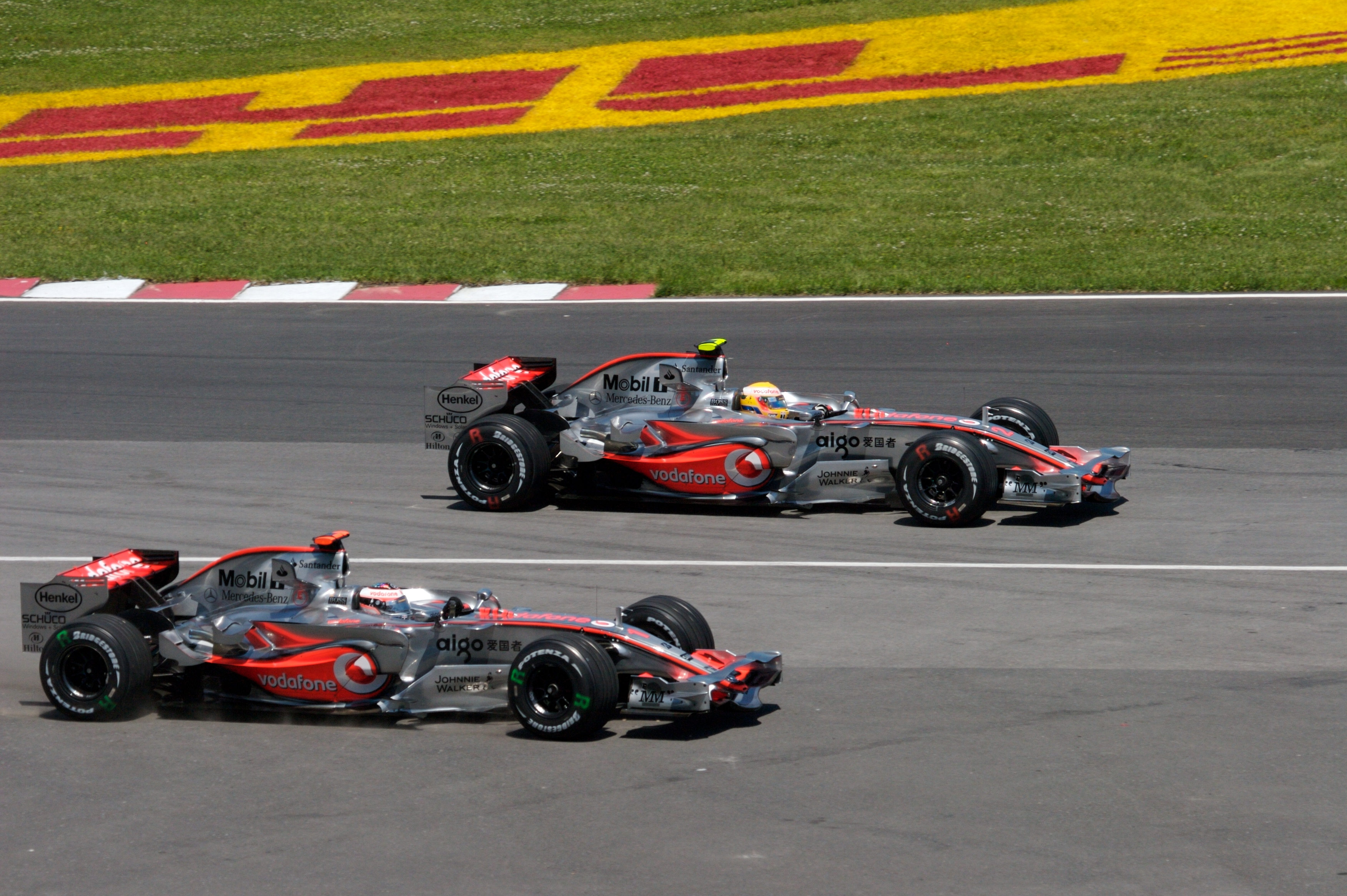
Alonso disputa posició contra Lewis Hamilton al GP del Canadà de 2007.

L'any 2007 va perdre el Campionat del Món amb l'escuderia McLaren a l'última cursa al (GP del Brasil) aconseguint una tercera posició i veient-se superat per un Kimi Räikkönen sense gaires probabilitats de guanyar el títol.
Poc després de la derrota, el 2 de novembre de 2007, el pilot i l'escuderia anunciaren que donaven per acabat el contracte que els unia malgrat que encara quedaven 2 anys perquè aquest finalitzés oficialment. Les escuderies Toyota i Renault s'interessaren de seguida per obtenir els serveis del pilot.

### Renault F1 Team (2008-2009)

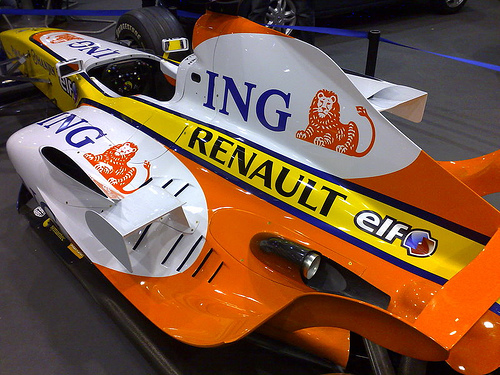
L'R28, amb el qual Alonso competeix en el 2008

Finalment, Alonso decidí fitxar per l'escuderia Renault, l'equip que el va catapultar als èxits els anys 2005 i 2006. Tot i així, el pilot asturià, acostumat a lluitar, d'una manera regular, pel podi des de l'any 2003, es va trobar amb un cotxe gens competitiu. Malgrat això, Alonso va ser capaç d'evolucionar l'R28, guanyar dues curses i acabar cinquè a la classificació mundial.
L'any 2009, en canvi, el pressupost de l'equip continuava sent molt baix per aspirar a les posicions capdavanteres, així que Alonso va haver de completar una temporada en la qual el fet més destacat va ésser la pole position aconseguida al Gran Premi d'Hongria.

### Scuderia Ferrari (2010-2014)

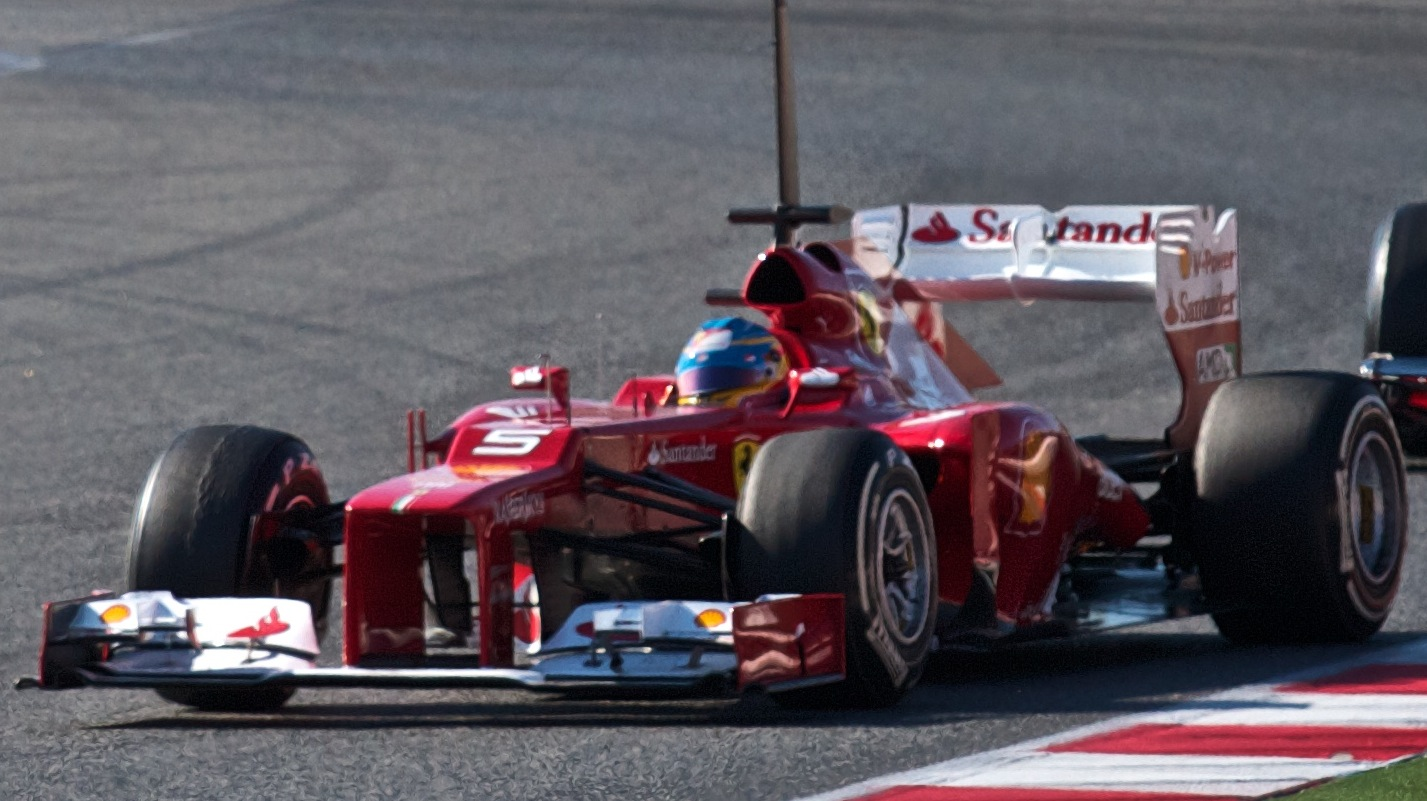
Fernando conduint el F2012 al GP d'Espanya del 2012.

Després de dos anys esperant, Alonso puja al monoplaça del millor equip de la història de la Fórmula 1. El primer any, retorna a Ferrari a les posicions capdavanteres del mundial, amb cinc victòries en Grans Premis i un subcampionat, que va perdre Alonso a l'última cursa per un error d'estratègia de l'equip.
El novembre de 2010 fou guardonat amb el premi Marca Leyenda.
L'any següent, cap pilot de la graella va poder fer-hi res per impedir que Vettel guanyés el seu segon títol mundial, ja que el seu Red Bull era molt més ràpid que la resta de monoplaces. Finalment, acaba la temporada en una meritòria quarta posició i una victòria a Silverstone.
El 2012, Alonso novament aconsegueix el subcampionat amb un cotxe que va trigar moltes curses a ser competitiu. Malgrat l'excel·lent rendiment de l'asturià, va quedar segon per només 3 punts de distància respecte al campió, Sebastian Vettel. Va guanyar tres Grans Premis. Va tenir dos abandonaments en els Grans Premis de Bèlgica i del Japó, deguts al fet que els dos pilots de Lotus en aquell moment el van fer abandonar al trencar-li el cotxe, Romain Grosjean a la primera revolta de la carrera de Spa-Francorchamps (Bèlgica) i Kimi Raikkonen durant el Gran Premi del Japó. Només que en una d'aquestes dues curses hagués quedat com a mínim en vuitena posició, el títol de campió del món hagués estat en el seu palmarès. En aquesta temporada va ésser escollit el millor pilot de la graella segons la majoria dels directors d'equip i de la premsa.

### McLaren Honda (2015 - 2018)
Després de no aconseguir cap títol amb Ferrari i desvincular-se'n, Fernando Alonso torna a l'escuderia McLaren, que canvia de motor i confia en Honda de cara a la temporada 2015.

### Alpine Renault (2021-2022)

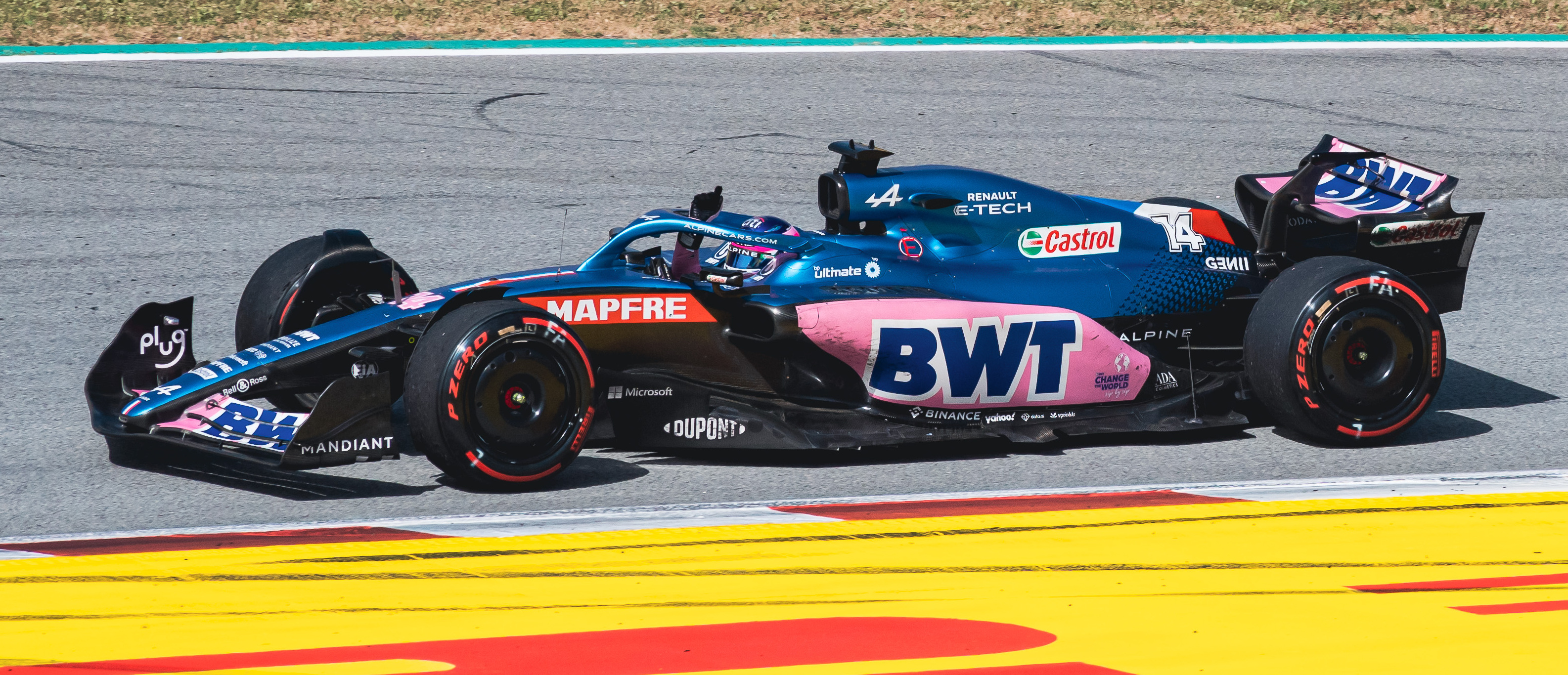
Alonso al GP d'Espanya del 2022.

Després de 2 anys competint en altres categories d'automòbils, com la Indy-500, El llavors Renault va anunciar el seu retorn a la Fórmula 1 per a la temporada 2021, per competir al costat d'Esteban Ocon, amb l'equip sota el nou nom d'Alpine.
Al febrer, abans de la pretemporada, Alonso és atropellat per un cotxe mentre anava en bicicleta a Suïssa. El pilot va patir una fractura de mandíbula i algunes dents trencades, però sense gravetat. Va fer una cirurgia dental i estava en condicions per a l'inici de la temporada.
En la cursa de retorn en la categoria, va abandonar degut a un problema al frens. Més en les curses següents, Alonso va marcar punts importants per l'equip. Al GP d'Hongria, el pilot ajudarà al seu company d'equip Ocon a guanyar la seva primera carrera, assegurant el llavors líder del campionat Lewis Hamilton durant diverses voltes. Al Qatar, el asturià llega al tercer lloc, tornant al podi després de 7 anys, quan el pilot estava competint en la seva última temporada a Ferrari. Al final de la temporada, finalitza en 10è lloc amb 81 punts. En 2022, competirà junt amb a Ocon en l'equip.

### Aston Martin (2023-)
Per a la temporada 2023, es van generar moltes expectatives sobre l'Aston Martin AMR23, que prometia un cotxe capaç de competir amb els equips dominants. Això es va confirmar, després d'uns bons resultats de pretemporada, a la primera cursa de l'any al Gran Premi de Bahrain del 2023, on Alonso va aconseguir finalitzar en 3r lloc darrere dels Red Bull i sent nomenat pilot del dia, sent aquest el seu podi número 99. El mateix resultat va obtenir al Gran Premi de l'Aràbia Saudita i Gran Premi d'Austràlia. Al Gran Premi d'Azerbaidjan va aconseguir bons punts per al seu equip amb el seu company Lance Stroll, tots dos van finalitzar a la zona de punts a la cursa esprint ia la cursa principal de diumenge. Alonso va tornar a pujar al podi al Gran Premi de Miami on va quedar en 3r lloc, ia Gran Premi de Mònaco, on una classificació mà a mà contra Max Verstappen que es va decidir a l'últim sector, li va permetre finalitzar segon a la cursa, posició on va classificar.

## Pilot de resistència
En 2017, Alonso va proposar a Zak Brown de McLaren participar en les 24 hores de Daytona i després de diverses curses, va acabant guanyant per Toyota el Campionat del Món de resistència de 2018-2019.

## Resultats a la Fórmula 1

### Resum carrera
| Temporada | Sèries                                  | Equip                        | Curses          | Victòries       | Poles           | V/Ràp.          | Pòdiums         | Punts           | Posició         |
| --------- | --------------------------------------- | ---------------------------- | --------------- | --------------- | --------------- | --------------- | --------------- | --------------- | --------------- |
| 1999      | Euro Open by Nissan                     | Campos Motorsport            | 15              | 6               | 6               | 5               | 8               | 164             | 1r              |
| 2000      | International Formula 3000              | Team Astromega               | 9               | 1               | 1               | 2               | 2               | 17              | 4t              |
| 2001      | Fórmula 1                               | European Minardi F1 Team     | 17              | 0               | 0               | 0               | 0               | 0               | 23è             |
| 2002      | Fórmula 1                               | Mild Seven Renault F1 Team   | Pilot de proves | Pilot de proves | Pilot de proves | Pilot de proves | Pilot de proves | Pilot de proves | Pilot de proves |
| 2003      | Fórmula 1                               | Mild Seven Renault F1 Team   | 16              | 1               | 2               | 1               | 4               | 55              | 6è              |
| 2004      | Fórmula 1                               | Mild Seven Renault F1 Team   | 18              | 0               | 1               | 0               | 4               | 59              | 4t              |
| 2005      | Fórmula 1                               | Mild Seven Renault F1 Team   | 19              | 7               | 6               | 2               | 15              | 133             | 1r              |
| 2006      | Fórmula 1                               | Mild Seven Renault F1 Team   | 18              | 7               | 6               | 5               | 14              | 134             | 1r              |
| 2007      | Fórmula 1                               | Vodafone McLaren Mercedes    | 17              | 4               | 2               | 3               | 12              | 109             | 3r              |
| 2008      | Fórmula 1                               | ING Renault F1 Team          | 18              | 2               | 0               | 0               | 3               | 61              | 5è              |
| 2009      | Fórmula 1                               | ING Renault F1 Team          | 17              | 0               | 1               | 2               | 1               | 26              | 9è              |
| 2010      | Fórmula 1                               | Scuderia Ferrari Marlboro    | 19              | 5               | 2               | 5               | 10              | 252             | 2n              |
| 2011      | Fórmula 1                               | Scuderia Ferrari             | 19              | 1               | 0               | 1               | 10              | 257             | 4t              |
| 2012      | Fórmula 1                               | Scuderia Ferrari             | 20              | 3               | 2               | 0               | 13              | 278             | 2n              |
| 2013      | Fórmula 1                               | Scuderia Ferrari             | 19              | 2               | 0               | 2               | 9               | 242             | 2n              |
| 2014      | Fórmula 1                               | Scuderia Ferrari             | 19              | 0               | 0               | 0               | 2               | 161             | 6è              |
| 2015      | Fórmula 1                               | McLaren Honda                | 18              | 0               | 0               | 0               | 0               | 11              | 17è             |
| 2016      | Fórmula 1                               | McLaren Honda                | 20              | 0               | 0               | 1               | 0               | 54              | 10è             |
| 2017      | Fórmula 1                               | McLaren Honda                | 19              | 0               | 0               | 1               | 0               | 17              | 15è             |
| 2017      | IndyCar Series                          | McLaren Honda Andretti       | 1               | 0               | 0               | 0               | 0               | 47              | 29è             |
| 2017      | 500 Miles d'Indianapolis                | McLaren Honda Andretti       | 1               | 0               | 0               | 0               | 0               | N/A             | 24è             |
| 2018      | Fórmula 1                               | McLaren F1 Team              | 21              | 0               | 0               | 0               | 0               | 50              | 11è             |
| 2018      | WeatherTech - P                         | United Autosports            | 1               | 0               | 0               | 0               | 0               | 18              | 58è             |
| 2018      | 24 Hores de Daytona - P                 | United Autosports            | 1               | 0               | 0               | 0               | 0               | N/A             | 13è             |
| 2018      | 24 Hores de Le Mans - LMP1              | Toyota Gazoo Racing          | 1               | 1               | 1               | 0               | 1               | N/A             | 1r              |
| 2018-19   | Mundial de Resistència de la FIA - LMP1 | Toyota Gazoo Racing          | 8               | 5               | 4               | 2               | 7               | 198             | 1r              |
| 2019      | 24 Hores de Le Mans - LMP1              | Toyota Gazoo Racing          | 1               | 1               | 1               | 0               | 1               | N/A             | 1r              |
| 2019      | WeatherTech - DPi                       | Konica Minolta Cadillac      | 1               | 1               | 0               | 0               | 1               | 35              | 27è             |
| 2019      | 24 Hores de Daytona - DPi               | Konica Minolta Cadillac      | 1               | 1               | 0               | 0               | 1               | N/A             | 1r              |
| 2019      | IndyCar Series                          | McLaren Racing               | 1               | 0               | 0               | 0               | 0               | 0               | NC              |
| 2019      | 500 Miles d'Indianapolis                | McLaren Racing               | 1               | 0               | 0               | 0               | 0               | N/A             | NC              |
| 2019      | Fórmula 1                               | McLaren F1 Team              | Pilot de proves | Pilot de proves | Pilot de proves | Pilot de proves | Pilot de proves | Pilot de proves | Pilot de proves |
| 2020      | Ral·li Dakar                            | Toyota Gazoo Racing          | 1               | 0               | 0               | 0               | 0               | N/A             | 13è             |
| 2020      | IndyCar Series                          | Arrow McLaren SP             | 1               | 0               | 0               | 0               | 0               | 18              | 31è             |
| 2020      | 500 Miles d'Indianapolis                | Arrow McLaren SP             | 1               | 0               | 0               | 0               | 0               | N/A             | 21è             |
| 2020      | Fórmula 1                               | Renault F1 Team              | Pilot de proves | Pilot de proves | Pilot de proves | Pilot de proves | Pilot de proves | Pilot de proves | Pilot de proves |
| 2021      | Fórmula 1                               | Alpine Renault               | 22              | 0               | 0               | 0               | 1               | 81              | 10è             |
| 2022      | Fórmula 1                               | BWT Alpine Renault           | 22              | 0               | 0               | 0               | 0               | 81              | 9è              |
| 2023      | Fórmula 1                               | Aston Martin Aramco Mercedes | 22              | 0               | 0               | 1               | 8               | 206             | 4t              |
| 2024      | Fórmula 1                               | Aston Martin Aramco Mercedes | Es disputarà    | Es disputarà    | Es disputarà    | Es disputarà    | Es disputarà    | Es disputarà    | Es disputarà    |

### Resum per carreres
(text en negreta indica Pole position)
| Any   | Equip                 | 1       | 2       | 3       | 4       | 5       | 6       | 7       | 8       | 9       | 10      | 11      | 12      | 13      | 14      | 15      | 16      | 17      | 18      | 19      | 20      | 21     | 22      | 23    | Pos. | Pts. |
| ----- | --------------------- | ------- | ------- | ------- | ------- | ------- | ------- | ------- | ------- | ------- | ------- | ------- | ------- | ------- | ------- | ------- | ------- | ------- | ------- | ------- | ------- | ------ | ------- | ----- | ---- | ---- |
| 2001  | Minardi               | AUS 12  | MYS 13  | BRA Ret | SMR Ret | ESP 13  | AUT Ret | MON Ret | CAN Ret | EUR 14  | FRA 17  | GBR 16  | GER 10  | HUN Ret | BEL Ret | ITA 13  | USA Ret | JPN 11  |         |         |         |        |         |       | 23è  | 0    |
| 2003  | Renault               | AUS 7   | MYS 3   | BRA 3   | SMR 6   | ESP 2   | AUT Ret | MON 5   | CAN 4   | EUR 4   | FRA Ret | GBR Ret | GER 4   | HUN 1   | ITA 8   | USA Ret | JPN Ret |         |         |         |         |        |         |       | 6è   | 55   |
| 2004  | Renault               | AUS 3   | MYS 7   | BAH 6   | SMR 4   | ESP 4   | MON Ret | EUR 5   | CAN Ret | USA Ret | FRA 2   | GBR 10  | GER 3   | HUN 3   | BEL Ret | ITA Ret | XIN 4   | JPN 5   | BRA 4   |         |         |        |         |       | 4t   | 59   |
| 2005  | Renault               | AUS 3   | MYS 1   | BAH 1   | SMR 1   | ESP 2   | MON 4   | EUR 1   | CAN Ret | USA DNS | FRA 1   | GBR 2   | GER 1   | HUN 11  | TUR 2   | ITA 2   | BEL 2   | BRA 3   | JPN 3   | XIN 1   |         |        |         |       | 1r   | 133  |
| 2006  | Renault               | BAH 1   | MYS 2   | AUS 1   | SMR 2   | EUR 2   | ESP 1   | MON 1   | GBR 1   | CAN 1   | USA 5   | FRA 2   | GER 5   | HUN Ret | TUR 2   | ITA Ret | XIN 2   | JPN 1   | BRA 2   |         |         |        |         |       | 1r   | 134  |
| 2007  | McLaren-Mercedes      | AUS 2   | MYS 1   | BAH 5   | ESP 3   | MON 1   | CAN 7   | USA 2   | FRA 7   | GBR 2   | EUR 1   | HUN 4   | TUR 3   | ITA 1   | BEL 3   | JPN Ret | XIN 2   | BRA 3   |         |         |         |        |         |       | 3r   | 109  |
| 2008  | Renault               | AUS 4   | MYS 8   | BAH 10  | ESP Ret | TUR 6   | MON 10  | CAN Ret | FRA 8   | GBR 6   | GER 11  | HUN 4   | EUR Ret | BEL 4   | ITA 4   | SIN 1   | JPN 1   | XIN 4   | BRA 2   |         |         |        |         |       | 5è   | 61   |
| 2009  | Renault               | AUS 5   | MAL 11  | XIN 9   | BHR 8   | ESP 5   | MON 7   | TUR 10  | GBR 14  | GER 7   | HUN Ret | EUR 6   | BEL Ret | ITA 5   | SNG 3   | JPN 10  | BRA Ret | ABU 14  |         |         |         |        |         |       | 9è   | 26   |
| 2010  | Ferrari               | BHR 1   | AUS 4   | MAL 13  | XIN 4   | ESP 2   | MON 6   | TUR 8   | CAN 3   | EUR 8   | GBR 14  | GER 1   | HUN 2   | BEL Ret | ITA 1   | SNG 1   | JPN 3   | KOR 1   | BRA 3   | ABU 7   |         |        |         |       | 2n   | 252  |
| 2011  | Ferrari               | AUS 4   | MYS 6   | XIN 7   | TUR 3   | ESP 5   | MON 2   | CAN Ret | EUR 2   | GBR 1   | GER 2   | HUN 3   | BEL 4   | ITA 3   | SIN 4   | JPN 2   | RCO 3   | IND 3   | ABU 3   | BRA 4   |         |        |         |       | 4t   | 257  |
| 2012  | Ferrari               | AUS 5   | MAL 1   | CHN 9   | BHR 7   | ESP 2   | MON 3   | CAN 5   | EUR 1   | GBR 2   | GER 1   | HUN 5   | BEL Ret | ITA 3   | SIN 3   | JPN Ret | KOR 3   | IND 2   | ABU 2   | USA 3   | BRA 2   |        |         |       | 2n   | 278  |
| 2013  | Ferrari               | AUS 2   | MAL Ret | CHN 1   | BHR 8   | ESP 1   | MON 7   | CAN 2   | GBR 3   | GER 4   | HUN 5   | BEL 2   | ITA 2   | SIN 2   | KOR 6   | JPN 4   | IND 11  | ABU 5   | USA 5   | BRA 3   |         |        |         |       | 2n   | 242  |
| 2014  | Ferrari               | AUS 4   | MAL 4   | BHR 9   | CHN 3   | ESP 6   | MON 4   | CAN 6   | AUT 5   | GBR 6   | GER 5   | HUN 2   | BEL 7   | ITA Ret | SIN 4   | JPN Ret | RUS 6   | USA 6   | BRA 6   | ABU 9   |         |        |         |       | 6è   | 161  |
| 2015  | McLaren-Honda         | AUS Les | MAL Ret | XIN 12  | BHR 11  | ESP Ret | MON Ret | CAN Ret | AUT Ret | GBR 10  | HUN 5   | BEL 13  | ITA 18  | SIN Ret | JPN 11  | RUS 11  | USA 11  | MEX Ret | BRA 15  | ABU 17  |         |        |         |       | 17è  | 11   |
| 2016  | McLaren-Honda         | AUS Ret | BHR Les | XIN 12  | RUS 6   | ESP Ret | MON 5   | CAN 11  | EUR Ret | AUT Ret | GBR 13  | HUN 7   | ALE 12  | BEL 7   | ITA 14  | SIN 7   | MAL 7   | JPN 16  | USA 5   | MEX 13  | BRA 10  | ABU 10 |         |       | 10è  | 54   |
| 2017  | McLaren-Honda         | AUS Ret | XIN Ret | BHR 12  | RUS NVC | ESP 12  | MON     | CAN 16† | AZE 9   | AUT Ret | GBR Ret | HON 6   | BEL Ret | ITA 17† | SIN Ret | MAL 11  | JAP 11  | EUA Ret | MEX 10  | BRA 8   | ABU 9   |        |         |       | 15è  | 17   |
| 2018  | McLaren               | AUS 5   | BHR 7   | XIN 7   | AZE 7   | ESP 8   | MON Ret | CAN Ret | FRA 16† | AUT 8   | GBR 8   | GER 16† | HON 8   | BEL Ret | ITA Ret | SIN 7   | RUS 14  | JAP 14  | EUA Ret | MEX Ret | BRA 17  | ABU 11 |         |       | 11è  | 50   |
| 2021  | Alpine-Renault        | BHR Ret | EMI 10  | POR 8   | ESP 17  | MON 13  | AZE 6   | FRA 8   | STI 9   | AUT 10  | GBR 7   | HON 4   | BEL 11  | PBA 6   | ITA 8   | RUS 6   | TUR 16  | EUA Ret | MEX 9   | SAO 9   | QAT 3   | ARB 13 | ABU 8   |       | 10è  | 81   |
| 2022  | Alpine-Renault        | BHR 9   | ARB Ret | AUS 17  | EMI Ret | MIA 11  | ESP 9   | MON 7   | AZE 7   | AUS 9   | GBR 5   | AUT 10  | HON 8   | FRA 6   | BEL 5   | PBA 6   | ITA Ret | SIN Ret | JAP 7   | EUA 7   | MEX 19† | SAO 5  | ABU Ret |       | 9è   | 81   |
| 2023* | Aston Martin-Mercedes | BHR 3   | SAU 3   | AUS 3   | AZE 4   | MIA 3   | EMI CC  | MON 2   | ESP 7   | CAN 2   | AUT 5   | GBR 7   | HON 9   | BEL 5   | PBA 2   | ITA 9   | SIN 15  | JAP 8   | QAT 6   | EUA Ret | MEX Ret | SAO 3  | LAV 9   | ABU 7 | 4t*  | 206* |

## Palmarès

### Fórmula 1
- 2 Campionats del Món de Fórmula 1: 2005, 2006.
- 3 Segones posicions en el Campionat del Món de Fórmula 1: 2010, 2012, 2013.
- 1 Tercera posició en el Campionat del Món de Fórmula 1: 2007.
- 1 Quarta posició en el Campionat del Món de Fórmula 1: 2011.
- 1 Cinquena posició en el Campionat del Món de Fórmula 1: 2010.
- 1 Trofeu DHL Volta Ràpida: 2010.

### Fórmula Nissan
- 1 Campionat Euro Open Movistar per Nissan : 1999.

### Karting
- 1 Campionat Infantil Espanyol de Karts: 1988.
- 1 Subcampionat Espanyol de Karts: 1988.
- 1 Campionat Espanyol de Karts: 1993.
- 1 Tercera posició en el Campionat Mundial de Karts: 1995.
- 1 Campionat Mundial Junior de Karts: 1996.
- 1 Campionat Nacional Junior de Karts: 1996.

### Copa de Nacions
- 1 Copa de Nacions amb Jesús Puras i Rubén Xaus: 2001.